# Lucile Morat
Lucile Morat (Romans-sur-Isère, 15 giugno 2001) è una saltatrice con gli sci francese.

## Biografia

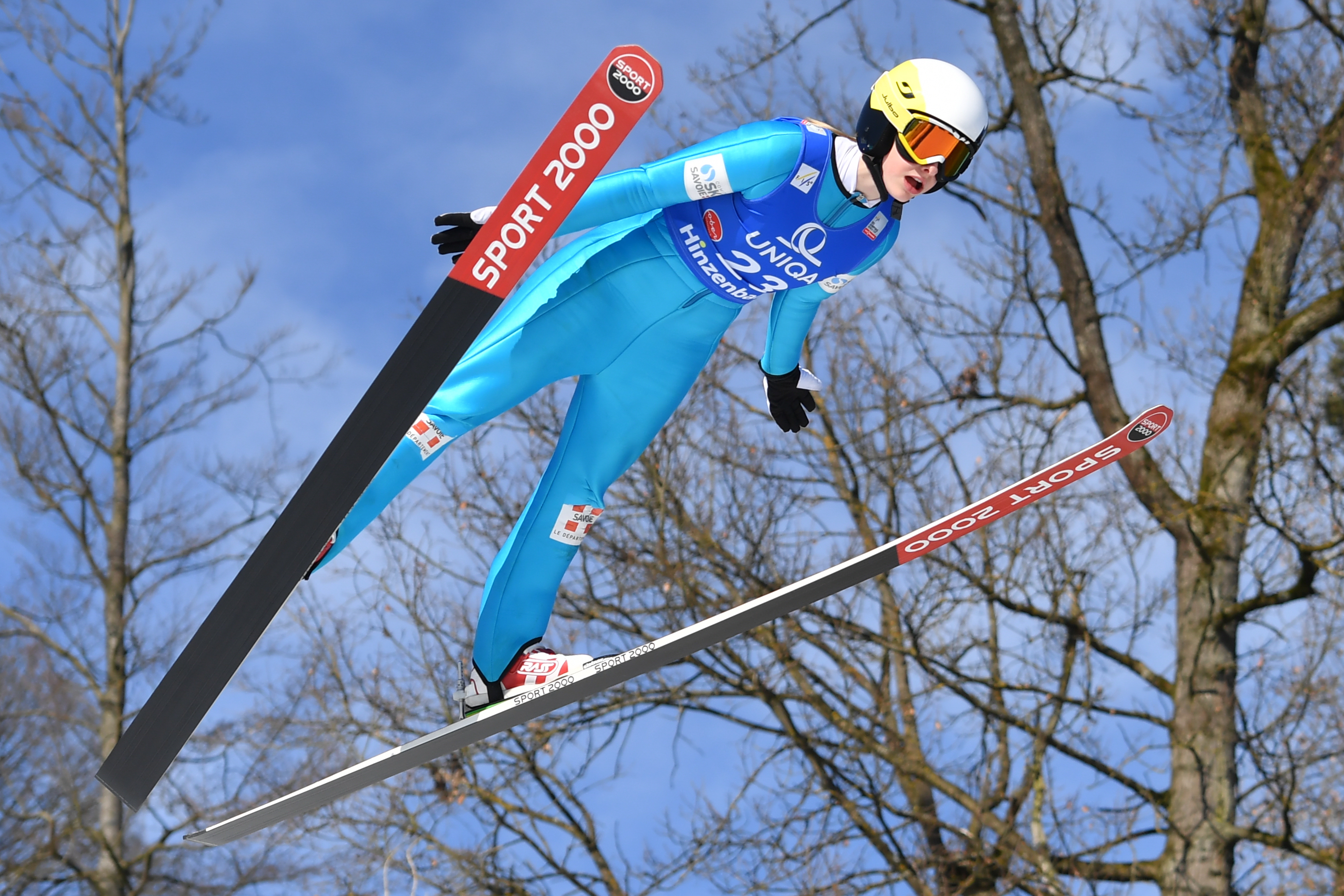
Lucile Morat in gara a Hinzenbach nel 2017

Ha esordito in Coppa del Mondo il 2 dicembre 2016 a Lillehammer (12ª) e ai Campionati mondiali a Lahti 2017, dove è stata 24ª nella gara individuale e 10ª in quella a squadre mista. Il 16 dicembre 2017 a Hinterzarten ha ottenuto il suo primo podio in Coppa del Mondo (3ª). Ai XXIII Giochi olimpici invernali di Pyeongchang 2018, suo esordio olimpico, si è classificata 21ª nel trampolino normale; l'anno dopo ai Mondiali di Seefeld in Tirol 2019 è stata 33ª nel trampolino normale e 7ª nella gara a squadre.

## Palmarès

### Mondiali juniores
- 1 medaglia:
  - 1 bronzo (gara a squadre a Kandersteg-Goms 2018)

### Coppa del Mondo
- Miglior piazzamento in classifica generale: 24ª nel 2017
- 1 podio (a squadre):
  - 1 terzo posto